# Anastrophyllum hellerianum
Espèce
Anastrophyllum hellerianum est une espèce d'hépatiques de la classe des Jungermanniopsida (hépatiques à lobes) et de la famille des Scapaniaceae ou des Anastrophyllaceae selon les classifications. Elle apprécie particulièrement le bois mort, et se trouve donc en général dans des forêts laissées à elles-mêmes pendant longtemps.

## Synonymie
- Anastrophyllum helleranum (Nees) Schust.
- Crossocalyx hellerianus (Nees ex Lindenb.) Meyl.
- Lophozia helleriana
- Isopaches hellerianus